# مبنى بلدية

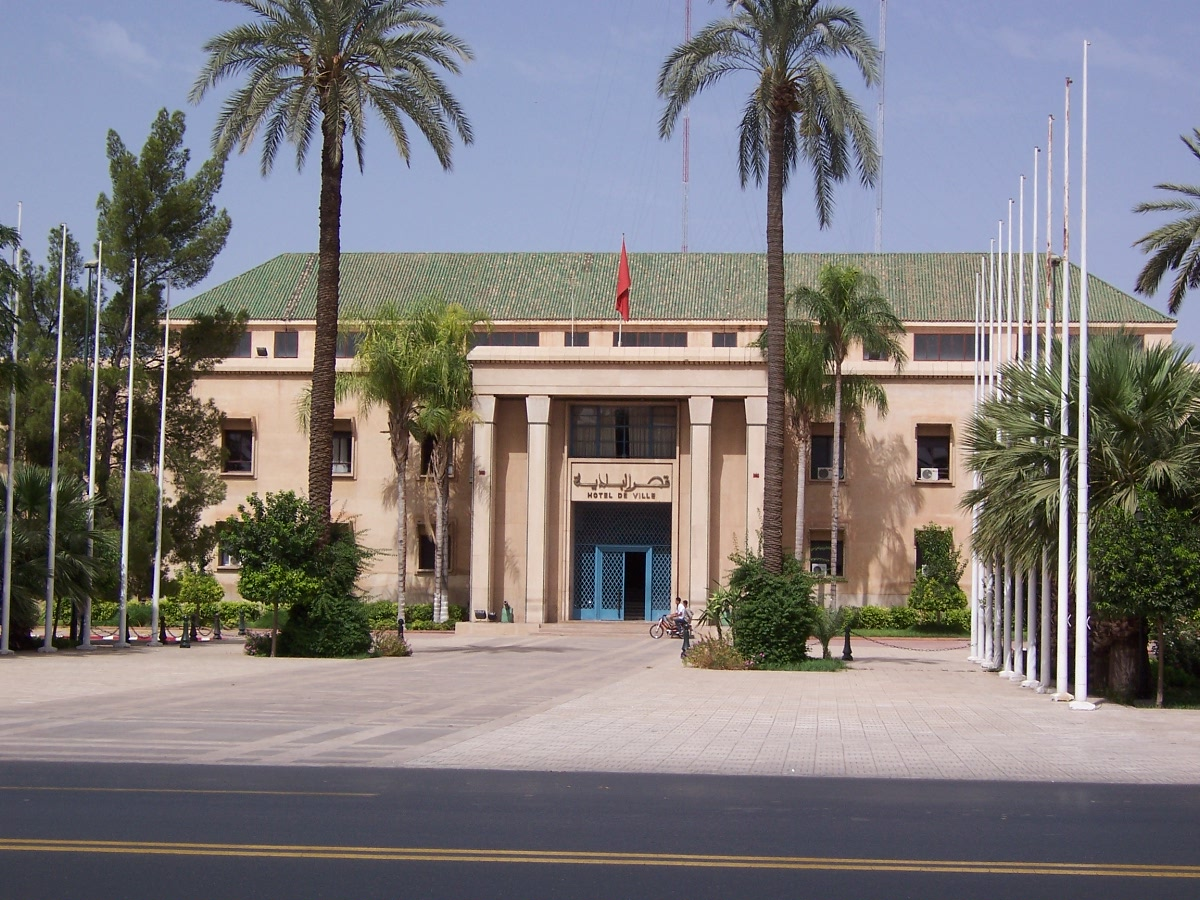
قصر بلدية مراكش.

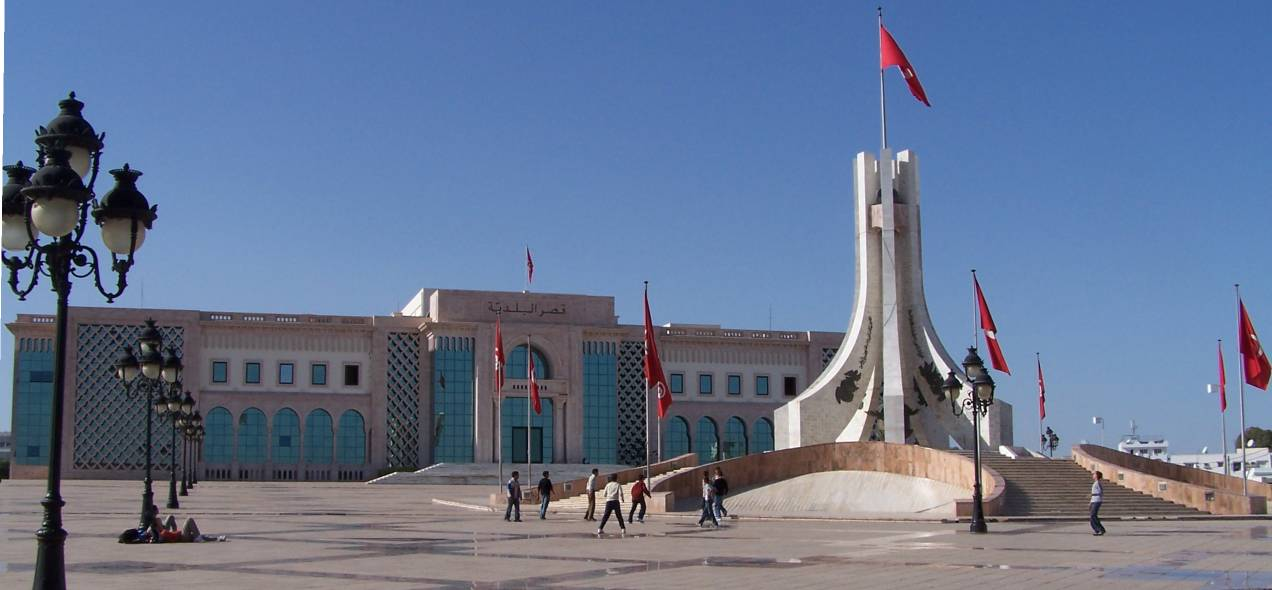
قصر بلدية تونس.

مبنى البلدية هو المقعد الرسمي لمديرها، ومقر إدارتها. له تسميات شتّى تختلف من بلد لآخر:
- في مصر ديوان المحافظة
- في الجزائر دار البلدية
- في تونس والمغرب قصر البلدية

إلخ.

## أمثلة شهيرة

### خارج الوطن العربي
- مبنى بلدية هامبورغ، ألمانيا
- مبنى بلدية لندن، إنجلترا
- مبنى بلدية نيويورك، الولايات المتحدة
- قصر بلدية باريس، فرنسا

### في الدول العربية
- قصر بلدية تونس، تونس